# Weltverbesserungsmaßnahmen
Weltverbesserungsmaßnahmen ist ein deutscher Film der Berliner Künstler Jörn Hintzer und Jakob Hüfner, der auf der Berlinale 2005 erstmals vorgestellt wurde. Die Musik stammt u. a. von PeterLicht. Die Idee stammt von der Internetplattform Datenstrudel.

## Handlung
Die Regisseure präsentieren semi-dokumentarisch neue Lösungsvorschläge und Denkmodelle auf sehr satirische Weise. In acht Episoden wollen sie aufzeigen, wie die Welt lebenswerter gestaltet werden könnte. Beispielsweise wird ein Chef gezeigt, der in der Krise seine Angestellten nicht entlässt, sondern seine Büroräume ins Freie verlegt. Eine andere Idee ist die Verteilung von Schuhen mit unterschiedlich hoher Plateau-Sohle, damit sich alle Menschen auf Augenhöhe begegnen können oder die Einführung des sog. „Sorbischen Euro“ als Lokalwährung.

## Kritik
„Acht lose durch einen Experten sowie zwei "Einzelgänger" verbundene Geschichten schlagen mal satirische, mal eher alberne "Weltverbesserungsmaßnahmen" vor dem Hintergrund bundesdeutscher Wirklichkeit vor. Der auf technisch weitgehend professionellem Niveau angesiedelte Episodenfilm lässt ästhetisch und dramaturgisch zu wünschen übrig und weckt allenfalls als Qualitätsnachweis deutscher Filmhochschul-Ausbildung Interesse.“